# Palacio de Justicia de los Estados Unidos Wayne Lyman Morse
El Palacio de Justicia de los Estados Unidos Wayne Lyman Morse (en inglés Wayne Lyman Morse United States Courthouse) es un tribunal federal ubicado en Eugene, la segunda ciudad más grande del estado de Oregón (Estados Unidos). Fue terminado en 2006 y sirve al Distrito de Oregón como parte del Noveno Circuito Judicial. Le debe su nombre al exsenador de los Estados Unidos Wayne Morse, quien representó a Oregón durante 24 años en el Senado de los Estados Unidos y fue residente del área de Eugene. Situado en el centro de Eugene, el edificio tiene vistas al río Willamette.
Con seis pisos de altura, en los 24 781 m² del edificio hay seis salas de audiencias y oficinas para las cortes y otras agencias federales como el Cuerpo de Alguaciles de Estados Unidos. El tribunal también tiene oficinas para los dos senadores estadounidenses de Oregón y para el representante de los Estados Unidos en el distrito. Fue diseñado por el arquitecto Thom Mayne. Ha ganado varios premios y fue el primer tribunan en obtener la certificación Liderazgo en Energía y Diseño Ambiental (LEED) Gold.

## Historia
En 1999, la Administración de Servicios Generales (GSA) organizó un concurso para diseñar un nuevo palacio de justicia para Eugene. El ganador fue Thom Mayne del estudio de arquitectura Morphosis, aunque en ese momento la ubicación del nuevo edificio era aún hipotética. Este iba a reemplazar al Eugene Federal situado en las calles High y Sexta del downtown, que no podía para exapandirse ni cumplía la reglamentación seguridad. El diseño del nuevo edificio comenzó en 2001 para el sitio de 2 ha. El proyecto fue incluido en el programa Design in Excellence, el proyecto de GSA que busca incrementar la calidad de la arquitectura en proyectos del gobierno federal. El diseño recibió un premio de la GSA en 2002.
El 7 de abril de 2004, las autoridades federales colocaron la primera piedra del proyecto de 70 millones de dólares. El sitio escogido está entre las calles East Eighth y Ferry y el río Willamette. Anteriormente albergaba una fábrica de conservas Agripac. Los desarrolladores y funcionarios locales esperaban que el palacio de justicia y un posible nuevo hospital en esa área de la ciudad impulsaran un mayor desarrollo y revitalizaran el área. En julio de 2004 comenzó la preparación del sitio, incluida la excavación para el estacionamiento subterráneo. En ese momento estaba previsto terminar el proyecto en agosto de 2006.
Los planes requerían una estructura de cuatro pisos cubierta con paneles de zinc en el exterior cubriendo los 24 805 m² de cubierta, incluido un atrio de tres pisos. Estos se cambiaron luego por unos de acero inoxidable debido a los costos. Diseñado por Mayne y el Grupo DLR, el edificio se construyó con hormigón y acero para obtener la certificación de Liderazgo en Energía y Diseño Ambiental (LEED), y se privilegió la iluminación natural. En el exterior se incorporaron muchas medidas de seguridad. El edificio debía incluir seis salas de audiencias, oficinas administrativas y también espacio para las oficinas del Servicio de Alguaciles de Estados Unidos Pese a las preocupaciones de seguridad como edificio federal, el arquitecto y juez Michael Robert Hogan buscó tener una estructura abierta. Hogan, el juez principal del Tribunal de Distrito de los Estados Unidos para el Distrito de Oregón, fue el principal funcionario del gobierno encargado de trabajar con el arquitecto en el diseño del palacio de justicia.
J. E. Dunn Construction Group actuó como contratista general en el proyecto, mientras que DLR Group actuó como arquitecto oficial y como empresa de ingeniería eléctrica. Los ingenieros consultores de KPFF hicieron el trabajo de ingeniería estructural y GLUMAC International completó la ingeniería mecánica y de plomería.
El 11 de julio de 2005, se coronó edificio de 21 m de alto y se colocó la última viga de acero. La construcción del proyecto finalizó en agosto de 2006 y se completó en noviembre. Durante la construcción, las cuadrillas removieron 61 037 m² de material durante la excavación en el sitio, vertieron 12 542 m² de hormigón con 1 487 783 kg de varilla, utilizaron 997 904 kg de acero estructural, y usaron en el exterior 4459 m² de ventanas y 113 398 kg de acero inoxidable. El 1 de diciembre de 2006, se inauguró y inauguró oficialmente el Palacio de Justicia de los Estados Unidos Wayne Lyman Morse, que costó 78,8 millones de dólares. El costo total para completar el proyecto fue de 96 millones de dólares. El edificio se completó dentro del presupuesto y a tiempo, pero debido a los recortes presupuestarios, se eliminaron del proyecto elementos que incluían una piscina reflectante en la azotea y la Declaración de Derechos de los Estados Unidos grabada en el exterior. Cuando abrió, se convirtió en el primer tribunal federal nuevo de los Estados Unidos en obtener la certificación LEED Gold.

## Diseño

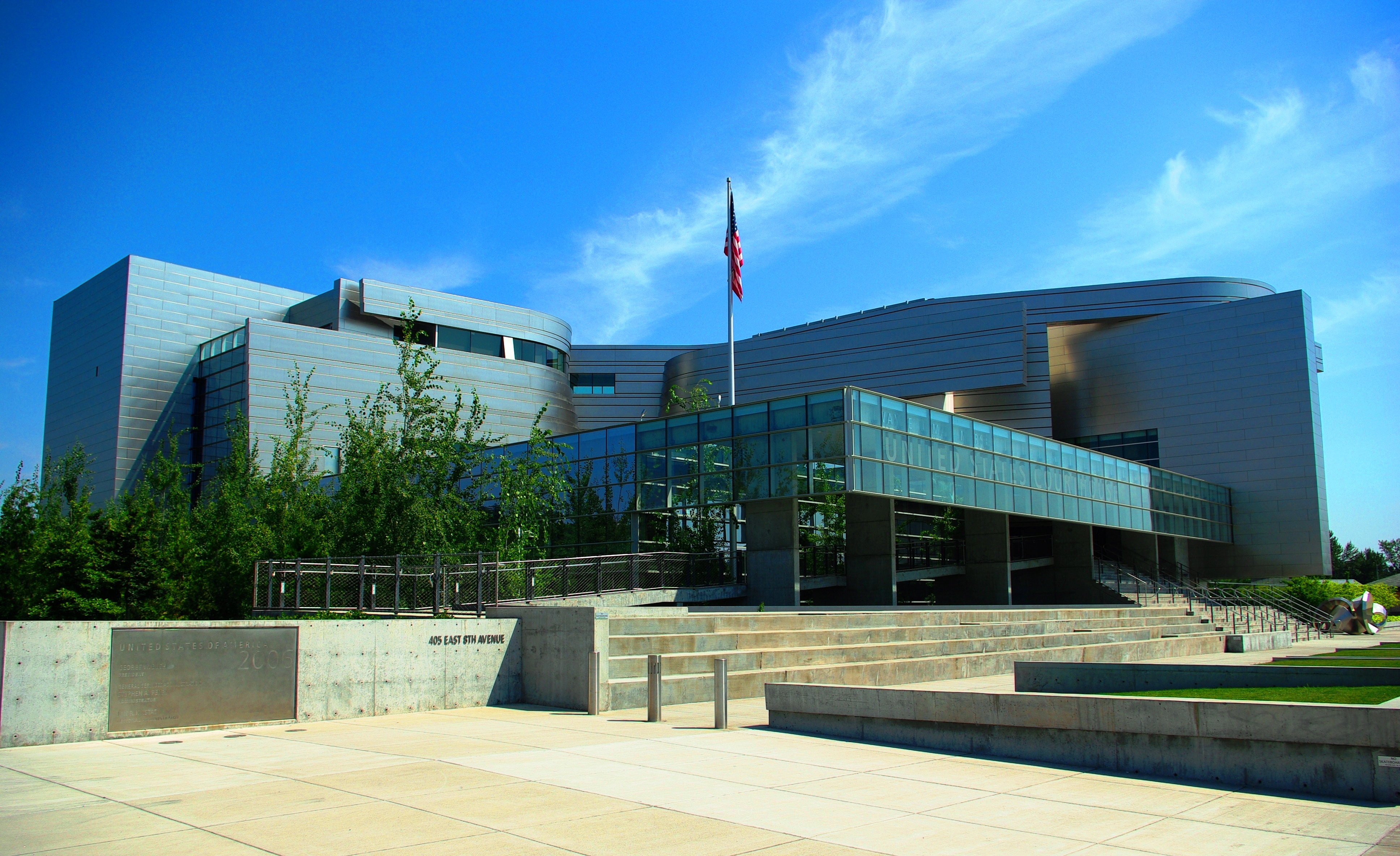
Vista del frente y entrada.

El edificio reflejó dos influencias principales. Mientras que el juez Hogan quería un palacio de justicia más tradicional, similar en estilo al Edificio de la Corte Suprema, el arquitecto Mayne presionó por una estructura moderna de vidrio y acero. Aunque al principio no lograron conciliar sus diferncias, el proyecto terminó incorporando ideas de ambos, Tras años de trabajar en el proceso de diseño, incluidas 25 revisiones, se pusieron de acuerdo en que Hogan diseñaría un conjunto de escalones que conducen al piso principal en el segundo nivel, así como el aspecto de las salas de audiencias. Si bien Mayne tenía la reputación de ser un arquitecto de la confrontación y la dislocación, este era uno de los tres programas de GSA Design in Excellence en los que había trabajado con un gobierno federal artísticamente conservador. Respecto a ellos, dijo: “Obviamente, esos son edificios que requieren negociación".
El diseño completo resultó en una estructura curva de cinco pisos de altura con 24 781 m² de espacio. Los dos pisos inferiores están cubiertos de vidrio y oficinas, mientras que los tres pisos superiores están cubiertos con cintas de acero y principalmente albergan salas de audiencias. Tres pabellones se elevan desde la estructura principal para crear estos pisos superiores donde se ubican las seis salas de audiencias. Cada uno de los tres pisos superiores tiene dos salas de audiencias; dos para los jueces del tribunal federal de distrito, dos para los magistrados del tribunal y dos para el tribunal de quiebras, con estas salas de audiencias repartidas entre los pabellones; dos por pabellón y todos en el tercer piso. Las salas de los jueces están ubicadas encima de las salas de audiencias e incluyen una séptima sala para un juez visitante. En el mismo nivel que las salas del juez hay dos bibliotecas legales para el tribunal. Los tres pisos que albergan las salas de audiencias se unen al resto del edificio a mediante un atrio de 26 m de alto. En el segundo piso se encuentra la sala de reuniones del jurado, que cuando no está en uso por la corte se utiliza como espacio de exhibición y reunión.
Las salas de audiencias varían desde 279 m² hasta tan solo 139 m² y tienen un diseño en forma de pera. Los diseños de las salas de audiencias se basaron en parte en las salas de audiencias de los Tribunales de Justicia de Burdeos en Francia. El palco del jurado está empotrado y no se parece al palco del jurado tradicional. Las salas de audiencias cuentan con cintas de paneles de madera en las paredes en habitaciones que se estrechan cuando llegan al banco en el frente. La madera es principalmente de cerezo con toques de nogal. La luz natural entra en las salas de audiencias a través de una pequeña abertura en las paredes. La videoconferencia está disponible en las salas de audiencias.
Además de la luz natural del atrio y los tragaluces, el interior del edificio se ilumina aún más con las cajas luminosas y pantallas que forman parte de la obra de arte. Otros detalles interiores incluyen malla de acero, un patio central, paneles de acero inoxidable, pilares con acero bruñido y extractos de la Constitución de los Estados Unidos en la pared. Además, las áreas que conducen a los ascensores tienen paneles transparentes en el piso, y la escalera principal también está construida en parte con materiales transparentes, con los escalones de pizarra gris. Las cintas exteriores de acero inoxidable también se extienden hasta el vestíbulo.
El exterior presenta una gran escalera que conduce desde el nivel de la calle hasta la entrada principal en el segundo piso. Esta extensión de 73 m también busca reducir la posibilidad de que un coche bomba llegue a la entrada principal. Otras medidas de seguridad incluyen el estacionamiento subterráneo y la separación de las salas de audiencias de la calle. La instalación fue diseñada como un nivel de seguridad IV. Otras características exteriores incluyen elementos estructurales que quedan expuestos junto con porciones de la cubierta metálica curva que se extiende fuera del edificio. Para describir el diseño exterior el arquitecto Mayne afirmó que era "el lenguaje de la cinta" .

### Obras de arte, LEED y premios
El artista Matthew Ritchie recibió el encargo de crear gran parte de las obras de arte del edificio. Una pieza es una escultura de metal ubicada en el exterior del patio que imita la cuenca del río Willamette, e incluye esferas de metal unidas al metal en forma de línea. La otra obra de arte principal es una pieza con dos cajas de luz en el interior que muestran diferentes imágenes a medida que uno se mueve a lo largo de la pantalla que utiliza vidrio lenticular. Las imágenes representan temas del río y de la historia jurídica.
Las características de eficiencia energética y sostenibilidad diseñadas en el proyecto llevaron a una certificación LEED Gold del US Green Building Council. Los elementos que llevaron a esto incluyen el paisajismo que reduce la escorrentía del agua de lluvia, mucha luz natural, un sistema de climatización más eficiente que se encuentra debajo de los pisos y una ubicación cerca del transporte público. El paisajismo incluye el uso de especies nativas resistentes a la sequía para reducir la necesidad de riego. El sistema HVAC basado en el piso es más eficiente energéticamente y ayuda a mantener la temperatura de todo el edificio más uniforme y utiliza calefacción y refrigeración radiantes. Además, la construcción utilizó selladores, alfombras, pinturas y adhesivos respetuosos con el medio ambiente, además de evitar que el 90 % de los desechos de la construcción ingresen a los vertederos. Además, el uso de agua potable se reduce en un 40 % debido al uso de lavabos, duchas e inodoros de bajo flujo. El contratista también recicló el 90 % de los materiales del edificio que anteriormente ocupaba el sitio.
Además de la certificación LEED, el edificio también ganó un premio Progressive Architecture Award en 2004 de la revista Architecture y un premio AIA / COTE de la revista Architect en 2007. El Chicago Athenaeum también otorgó un premio al diseño en 2007 como parte de sus American Architecture Awards. El Palacio de Justicia de Morse fue también el primer palacio de justicia de Estados Unidos Incluido en la Bienal de Arquitectura de Venecia. The Oregonian dijo que el palacio de justicia es "el edificio nuevo más importante desde el punto de vista arquitectónico en Oregón en décadas".

## Inquilinos
Los dos pisos inferiores de las instalaciones albergan oficinas, incluidas las de los tribunales federales, la Oficina del Fiscal de Estados Unidos, el Cuerpo de Alguaciles de Estados Unidos y los Servicios de Libertad Condicional y Previa al Juicio de Estados Unidos. Además, hay oficinas para los senadores de los Estados Unidos de Oregón y una oficina para un solo miembro de la Cámara de Representantes de los Estados Unidos. El representante Peter DeFazio del 4.º distrito congresional de Oregón usa esa oficina.

## Galería

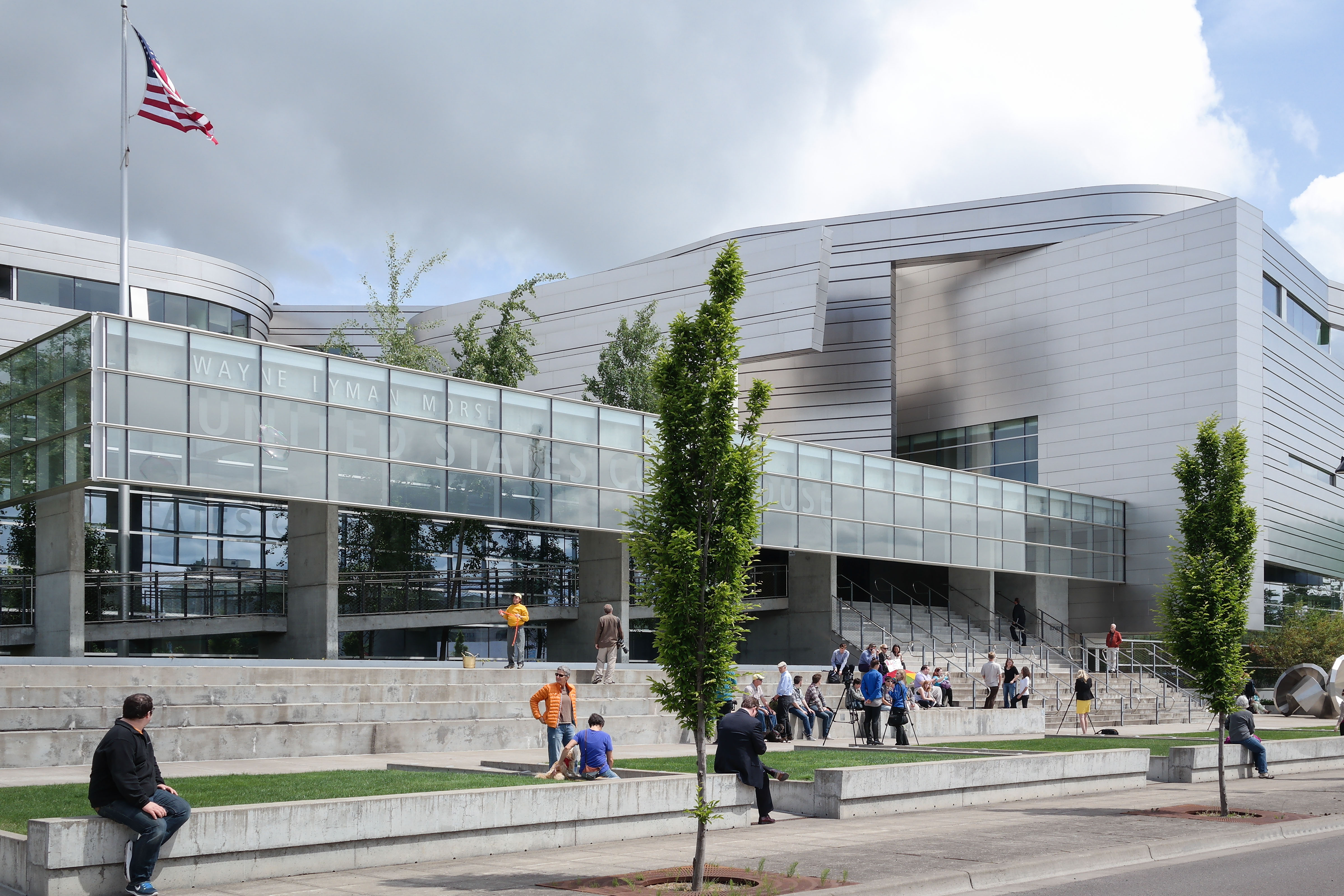
Fachada oriental
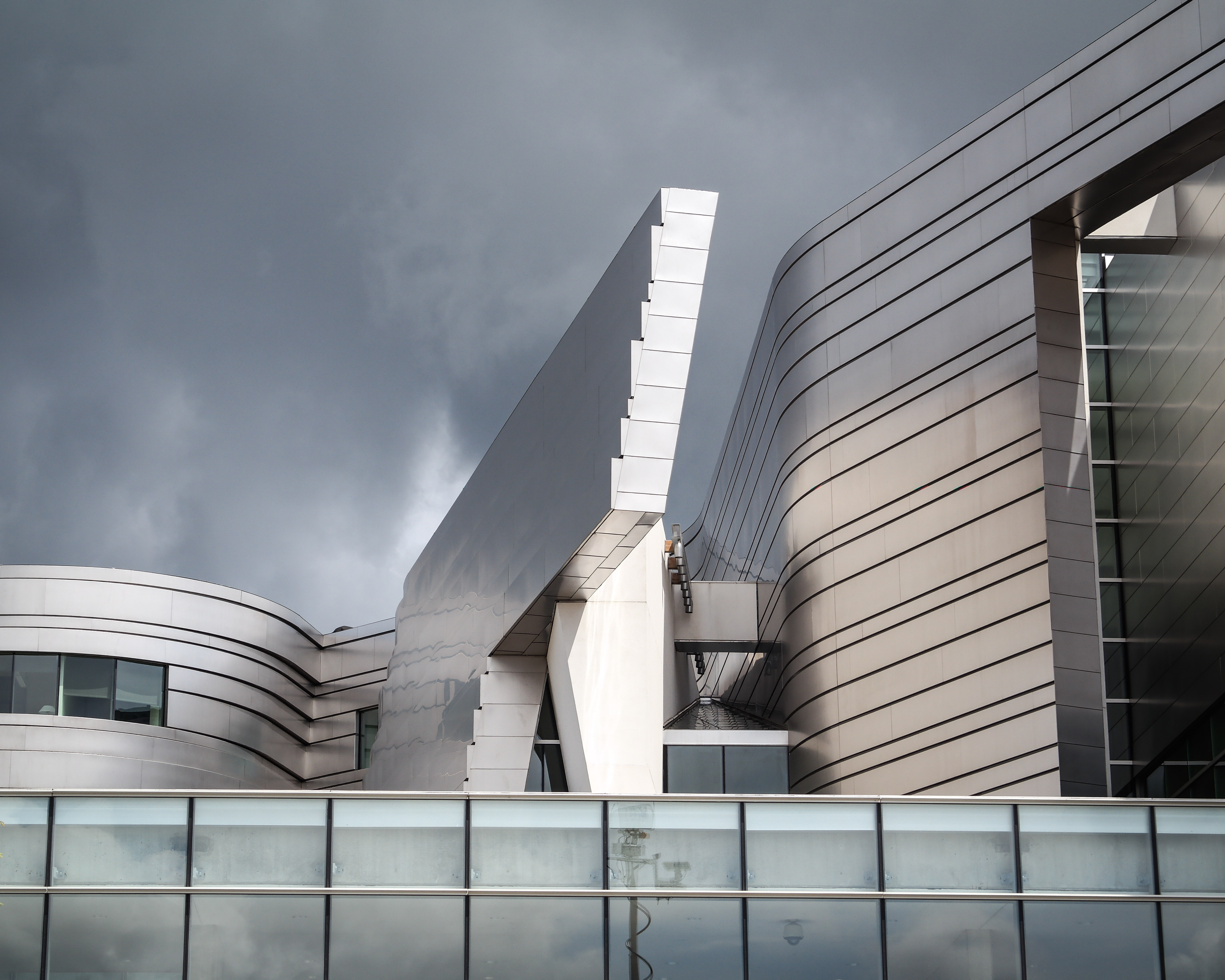
Detalle arquitectónico
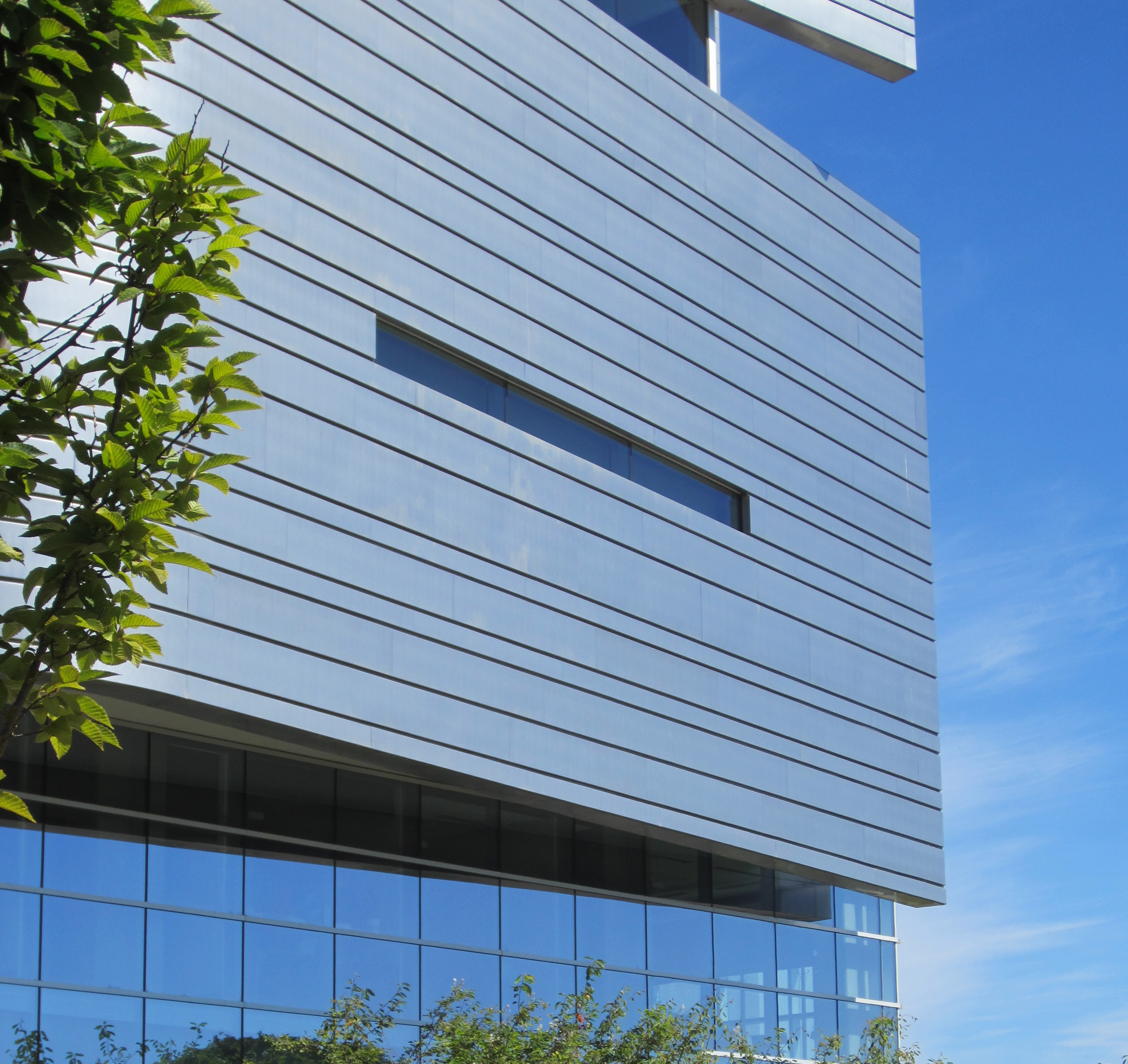
Escultura exterior
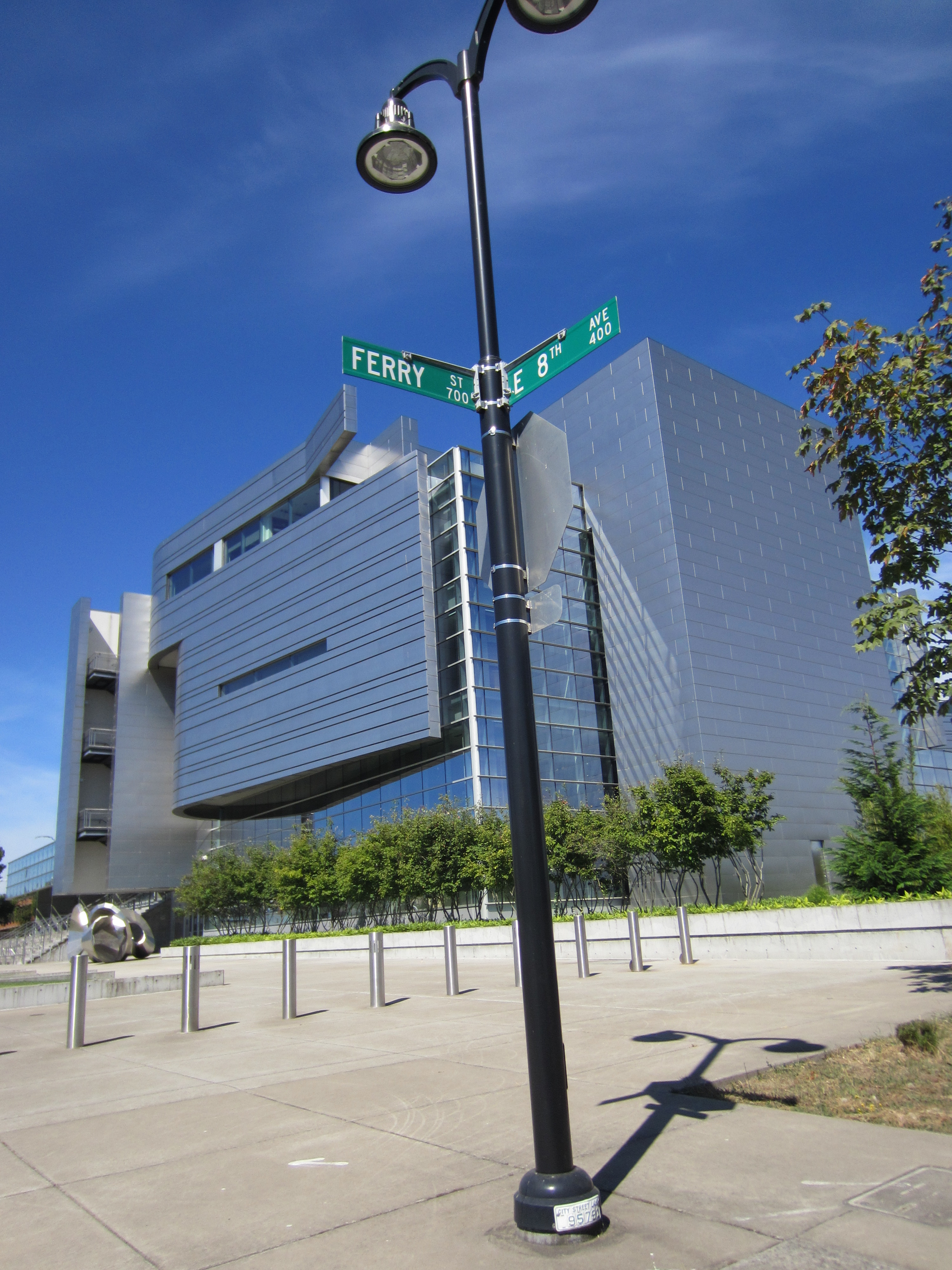
Desde Ferry con 8ª